# Kirchenburg Broos
Die Kirchenburg Broos (rumänisch Cetatea Orăștie) befindet sich in Orăștie im siebenbürgischen Unterwald.

## Baugeschichte
Der älteste nachgewiesene Bauteil der Kirchenburg ist eine Rotunde, deren Mauerreste östlich des gotischen Chors freigelegt worden sind. Ende des 12. Jahrhunderts wurde eine romanische Basilika mit Westturm erbaut. Im 14. Jahrhundert wurde auf den Grundmauern der romanischen Basilika eine gotische Basilika und um 1400 der heutige Chor errichtet. Nördlich der mittelalterlichen Kirche, noch innerhalb des Berings, wurde 1820–1823 eine neue evangelische Kirche gebaut.

## Baubeschreibung
Der Bering aus Bruchstein bildet mit seiner südlichen, westlichen und nördlichen Seite ein Rechteck, während seine östliche Seite unregelmäßig geschwungen ist. Der Bering ist durch vier innere Mauertürme und drei Flankierungstürme geschützt.

## Orgel
Die 1823 neu gebaute Kirche verfügt über eine Orgel auf der Westempore, die 1902 als Opus 941 von Rieger Orgelbau gebaut wurde. Vorher stand dort eine Orgel von Samuel Maetz aus dem Jahr 1823, die für 1300 Kronen nach Bußd bei Mediasch verkauft wurde. Reparaturen erfolgten 1924 (Wegenstein), 1948 (Otto Einschenk) sowie 2013/2014 (Restaurierung durch Albert József).
Die Orgel hat Zinkpfeifen, pneumatische Trakturen und einen neugotischen Prospekt.
Disposition
| 1. Manual       |     |
| Bourdon         | 16′ |
| Principal       | 8′  |
| Gamba           | 8′  |
| Hohlflöte       | 8′  |
| Aeoline         | 8′  |
| Gedackt         | 8′  |
| Oktave          | 4′  |
| Flauta          | 4′  |
| Cornett III     |     |
| Rauschquinte II |     |
| Mixtur IV       |     |

| 2. Manual        |       |
| Salicet          | 16′   |
| Geigenprincipal  | 8′    |
| Salicional       | 8′    |
| Lieblich Gedackt | 8′    |
| Octave           | 4′    |
| Rohrflöte        | 4′    |
| Doublett II      | 2 ⁄3′ |

| Pedal     |     |
| Violon    | 16′ |
| Subbass   | 16′ |
| Cello     | 8′  |
| Octavbass | 8′  |
| Viola     | 4′  |

- Koppeln: II/I, I/P, II/P, Sup I, Sup II
- p, mf, f, ff, Tutti
- Schweller